# Glue Logic

Beispiel: Der Mikrocontroller (im Bild links, hier ein 80C51) hat einen gemultiplexten Adress- und Datenbus, bei dem Daten und ein Teil der Adresse über die gleichen Leitungen (P0) übermittelt werden, während der angebundene Speicher (im Bild rechts, hier ein EPROM) getrennte Adress- und Datenbusse hat; um die beiden Teile verbinden zu können, ist als Glue-Logic ein Register (Latch, im Bild mittig, z. B. 74373) notwendig, das bei der Adressierungsphase des gemultiplexten Busses einen Teil der Adresse übernimmt und ihn während der darauffolgenden Zugriffsphase für den Adressbus des Speichers hält; der Mikrocontroller steuert das Latch mittels des Signals ALE (address latch enable)

Der englische Begriff Glue Logic (dt. „Klebstofflogik“ im Sinne von Verbindungslogik) bezeichnet eine mitunter verhältnismäßig einfache logische Schaltung, die zur Verbindung zweier zunächst inkompatibler Hardwarekomponenten entworfen wurde. Die Glue Logic selbst hat außer der Verbindung der Komponenten keinen weiteren Nutzen. Ein typisches Beispiel ist eine Schaltung (Speichercontroller) zur Zusammenschaltung eines Mikroprozessors mit DRAM-Bausteinen; DRAM hat eine andere Busstruktur als übliche Mikroprozessoren, daher lassen sich die beiden Komponenten nicht direkt verbinden. Weitere Beispiele sind die Adressdekodierung, also das Erzeugen von Chip-Select-Signalen aus den Adressen auf dem Adressbus, und das (De-)Multiplexen von Bussignalen (siehe Bild).
Heute wird Glue Logic fast ausschließlich durch programmierbare Logikbausteine (meist FPGAs und CPLDs) realisiert; früher fanden oft Ansammlungen von 74xx-Chips oder anderen einfachen Logikchips Verwendung als Glue Logic.